# 黃花崗劇院

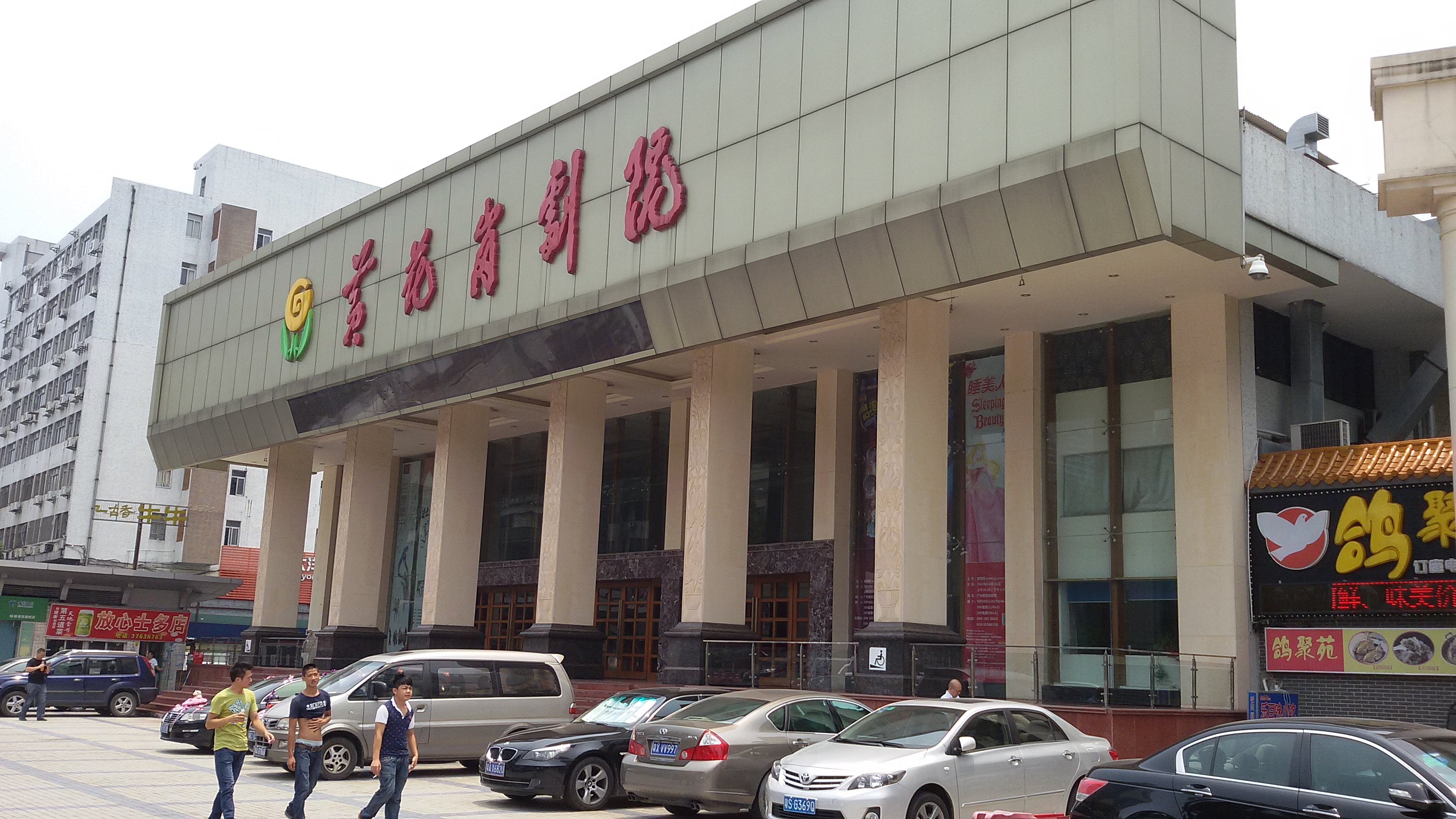
黃花崗劇院

黃花崗劇院是廣東省廣州市的一間已停止服務的綜合型影劇院，位於越秀區先烈中路96號。戲院由廣州軍區空軍部門于1983年投資興建，因其位于黃花崗七十二烈士墓對面而得名。黃花崗劇院能容納大型劇團演出、放映立體聲電影，承辦過中央芭蕾舞團、東方歌舞團等的演出。因為軍隊和武警部隊全面停止有償服務而停止服務。